# جنگل‌های بارانی میزورام–منیپور–کاچین
جنگل‌های بارانی میزورام-منیپور-کاچین (به انگلیسی: Mizoram–Manipur–Kachin rain forests) یک منطقهٔ مسکونی و جنگل در هند است که در میزورام واقع شده‌است.